# پیتر دوربر
پیتر دوربر (انگلیسی: Peter Durber؛ 1873 – 1963 (aged 90)) بازیکن فوتبال اهل بریتانیا بود.
از باشگاه‌هایی که در آن بازی کرده‌است می‌توان به باشگاه فوتبال استوک سیتی، باشگاه فوتبال گلوسوپ نورث اند، باشگاه فوتبال نورث‌همپتون تاون، و باشگاه فوتبال ساوت‌همپتون اشاره کرد.